# Tectaria nabirensis
Tectaria nabirensis är en ormbunkeart som beskrevs av Hoittum. Tectaria nabirensis ingår i släktet Tectaria och familjen Tectariaceae. Inga underarter finns listade.